# Pedro Calafate
Pedro José Calafate Villa Simões (1958) é um historiador, filósofo e professor catedrático português.
É professor e director do Centro de Filosofia da Faculdade de Letras da Universidade de Lisboa. Licenciado em História pela Faculdade de Letras da Universidade de Lisboa (1981). Mestre (1985) e Doutor (1992) em Filosofia pela mesma Universidade.
É igualmente professor Honorário da Faculdade de Filosofia e Letras da Universidade Autónoma de Madrid e professor Visitante da Faculdade de Direito da Universidade do Estado do Rio de Janeiro. E foi Professor Convidado na Universidade de Viena (Instituto de Estudos Românicos), Universidade do Porto (Departamento de Filosofia) e Universidade do Minho (Instituto de Humanidades).
É especialista no estudo do barroco e do racionalismo iluminista do século XVIII.
Assim como, tem desenvolvido sua docência e pesquisa na área do pensamento português e brasileiro, aprofundando sua relação com o âmbito mais vasto do pensamento espanhol e iberoamericano, com particular incidência no período moderno.
Nomeadamente tem sido coordenador de vários projetos financiados pela FCT (Fundação para a Ciência e Tecnologia-Portugal) sobre o tema da «Escola Ibérica da Paz (séculos XVI e XVII)», que tem vindo a publicar, vincando a relação entre a Escola de Salamanca, fundada por Francisco de Vitoria, e as Universidades portuguesas de Coimbra e Évora, mediante transcrição paleográfica, tradução do latim e edição de manuscritos latinos dos mestres destas duas Universidades, sobre os temas da guerra (justa) e da paz, do poder e da justiça, da liberdade e da escravatura, tendo como pano de fundo a noção de comunidade universal.
Desde 2023, é sócio correspondente da Classe de Letras da Academia das Ciências de Lisboa (3.ª Secção - Filosofia, Psicologia e Ciências da Educação).

## Obras
Possui uma vasta bibliografia, destacando-se os seguintes títulos:
- As origens do direito internacional dos povos indígenas (SAFE, 2020)[6]
- Portugal, um Perfil Histórico (Fundação Francisco Manuel dos Santos, 2016)[2]
- A Escola Ibérica da Paz nas universidades de Coimbra e Évora (séculos XVI e XVII) (direcção e coordenador)(Almedina, 2015)[7]
- Obras Completas do Padre António Vieira, 30 volumes (direcção em coautoria com Eduardo Franco)(Almedina, Círculo de Leitores / Temas e Debates, Lisboa / Edições Loyola, São Paulo, 2013 - 2015)
- A chave dos Profetas (Círculo de Leitores, 2013)[8]
- Da origem popular do poder ao direito de resistência: doutrinas políticas no século XVII em Portugal (Esfera do Caos, 2012)[2]
- A Europa segundo Portugal (coordenador) (Gradiva, 2012)[1]
- Portugal como Problema – Séculos XV-XX, 4 vols. (Fundação Luso-Americana para o Desenvolvimento, 2006)
- História do Pensamento Filosófico Português, 5 vols., 7 tomos (direcção) (Editorial Caminho, 1999-2004)
- Metamorfoses da palavra: estudos sobre o pensamento português e brasileiro (Imprensa Nacional-Casa da Moeda, 1998)[2]
- A Ideia de Natureza no Século XVIII em Portugal (Imprensa Nacional - Casa da Moeda, 1994)
- Oliveira Martins (Verbo, 1991)[9] 3

Publicou ainda inúmeros artigos em revistas filosóficas e em actas de congressos em Portugal e no estrangeiro, dedicados ao pensamento português e brasileiro. Nomeadamenteː
- Raízes Jusnaturalistas do conceito de Direitos Originários dos Índios : sobre o conceito de Indigenato. Revista do Instituto Brasileiro de Direitos Humanos , v. 16, p. 263-279, 2017.
- A ideia de Comunidade Universal em Francisco Suárez. ANTIGUOS JESUITAS EN IBEROAMÉRICA , v. 5, p. 48-65, 2017.
- O Projeto de Paz Universal em António Vieira. Revista de Hispanismo Filosofico , v. 22, p. 53-72, 2017.
- Filosofia e História em Vasco de Magalhães Vilhena. Philosophica (Lisboa) , v. 49, p. 17-26, 2017.
- A Escola Ibérica da Paz nas Universidades de Coimbra e Évora (séculos XVI e XVII). Revista de Hispanismo Filosofico , v. 19, p. 119-142, 2014.
- A Escola Ibérica da Paz: Contribuição da vertente Portuguesa em Prol de um Novo Jus Gentium para o Século XXI. Revista do Instituto Brasileiro de Direitos Humanos , v. 13, p. 261-287, 2013.
- O Laicismo Político na "Monarquia" de Dante. Philosophica (Lisboa) , v. 34, p. 405-414, 2009.
- Gilberto Freire e o Legado Português no Brasil. O Mundo em Português , v. 1, p. 19-21, 2000.
- Tópicos sobre a Antropologia Portuguesa da Época dos Descobrimentos. Philosophica (Lisboa) , v. 13, p. 33-46, 2000.
- Ética, Política e Razão de Estado em António Vieira. Revista Portuguesa de Filosofia , v. LIII, p. 375-392, 1997.
- O Pensamento Filosófico de Tobias Barreto. Revista de Hispanismo Filosofico , v. 2, p. 37-48, 1997.
- Arte e Natureza no Século XVIII em Portugal. Philosophica (Lisboa) , v. 8, p. 47-64, 1996.
- Figuras e Ideias da Filosofia Portuguesa nos Últimos Cinquenta Anos. Revista Portuguesa de Filosofia , v. LI, p. 355-376, 1995.
- O Conflito entre a Filosofia e a retórica na Obra de Francisco Sanches. Revista Portuguesa de Filosofia , v. LI, p. 417-427, 1995.
- O Conceito de Ordem Natural no "Livro da Virtuosa Benfeitoria". Biblos (Coimbra) , v. LXIX, p. 253-263, 1993.
- Gramática e Filosofia no Século XVIII em Portugal. Revista da Faculdade de Letras. Universidade de Lisboa , v. 15, p. 145-155, 1993.
- António Vieira e o Elogio da Tolerância. Brotéria (1925) , v. 145, p. 361-374, 1977.
- Ecletismo e Metodologia na Ilustração Portuguesa. Convergência Lusíada , v. 14, p. 36-43, 1977.
- A Escola Ibérica da Paz nas Universidades de Coimbra e Évora: Sobre as Matérias da Guerra e da Paz (Século XVI). 1. ed. Coimbra: Almedina, 2015. v. 1. 509p .
- A Escola Ibérica da Paz nas Universidades de Coimbra e Évora (Séculos XVI e XVII): Escritos Sobre o Poder, a Justiça e a Escravatura. 1. ed. Coimbra: Almedina, 2015. v. 1. 305p .
- Escuela Ibérica da La Paz: la conciencia crítica de la conquista y colonización de América. 1. ed. Santander: Editora Universidad Cantabria, 2014. v. 1. 425p .
- A Escolástica Peninsular no Pensamento Antropológico de António Vieira. In: José Eduardo Franco. (Org.). Entre a Selva e a Corte. Lisboa: Esfera do Caos, 2009, v. , p. 127-138.
- Teófilo Braga e o Republicanismo. In: Republicanismo, Socialismo e Democracia, 2010, Lisboa. republicanismo, Socialismo e Democracia, 2010. p. 53-62.
- O Poder Político em Amador de Arrais. In: D. Frei Amador de Arrais, no IV centenário da Edição Definitiva dos Diálogos, 2010, Lisboa. D. Frei Amador de Arrais, no IV Centenário da Edição dos Diálogos. Lisboa: Universidade Católica Editora, 2004. p. 177-184.
- Ética, Estética e Política em Eduardo Soveral. In: Eduardo Soveral, o Pensador, O Filósofo, o Humanista, 2009, Porto. Eduardo Soveral, O pensador, o Filósofo, o Humanista. Porto: Zéfiro, 2009. v. 1. p. 159-164.
- Filosofia portuguesa, nação e nacionalismo. In: Nação e Identidades, 2009, Lisboa. nação e Identidades, Portugal, os Portugueses e os Outros, 2005. p. 65-70.
- El mal en el Pensamiento Português de las Primeras Décadas del Siglo XX. In: El mal, uno de los rostros de nuestro tiempo, 2006, Córdoba-Argentina. El Mal, uno de los rostros de nuestro tiempo. Cordoba-Argentina: Editorial Alejandro Korn, 2006. p. 85-97.
- Figuras e Ideas del Pensameinto Portugués en la Segunda Mitad del Siglo XX. In: Portugal Hoy y Mañana, 2005, Madrid. Contrastes- Portugal Hoy y Manaña. Madrid, 2005. p. 128-135.
- A Crise do Positivismo e a Filosofia Portuguesa. In: Crises em Portugal nos Séculos XIX e XX, 2002, Lisboa. Crises em Portugal nos Séculos XIX e XX. Lisboa: Centro de História da Universidade de Lisboa, 2001. p. 259-270.
- Filosofias Nacionais e Diálogo Intercultural: o caso luso-brasileiro. In: X Seminario de Historia de la Filosofia Española e Iberoamericana, 2000, Salamanca. Filosofia Hispánica y Diálogo Intercultural. Salamanca: Universidad de Salamanca/Fundación Gustavo Bueno, 1999. p. 135-152.
- A ideia de Soberania em Francisco Suárez. In: Francisco Suárez-Tradição e Modernidade, 1999, Lisboa. Francisco Suárez-Tradição e Modernidade. Lisboa: Colibri, 1998. p. 251-264.
- A Filosofia da História em Teófilo Braga, um confronto com SÍlvio Romero. In: III Colóquio Tobias Barreto, 1996, Ponta Delgada-Açores. Sílvio Romero e Teófilo Braga. Lisboa: Fundação Lusíada, 1995. p. 151-166.
- Natureza e Cultura, em torno de Tobias Barreto. In: Colóquio Antero de Quental, 1992, Lisboa. O Pensamento de Tobias Barreto. Lisboa: Universidade Nova de Lisboa, 1990. p. 139-142

## Prémios
Prémio Aboim Sande Lemos: Ciência e Teologia, Universidade Católica Portuguesa-Lisboa (1995).